# 66e cérémonie des British Academy Film Awards
Pour la cérémonie des BAFTAs récompensant la télévision, voir la 60e cérémonie des British Academy Television Awards.
La 66e cérémonie des British Academy Film Awards, organisés par la British Academy of Film and Television Arts, a eu lieu le 10 février 2013 au Royal Opera House et a récompensé les films sortis en 2012. Elle a été présentée par Stephen Fry et retransmise en direct sur BBC One.
Les nominations ont été annoncées le 9 janvier 2013,.

## Présentateurs et intervenants
Par ordre d'apparition.
- Stephen Fry, hôte de la cérémonie

- Chant de Paloma Faith
- Ben Affleck et Bradley Cooper remettent le BAFTA du meilleur film britannique
- Sally Field remet le BAFTA du meilleur scénario original
- Jennifer Lawrence remet le BAFTA du meilleur acteur dans un second rôle
- Billy Connolly remet le BAFTA du meilleur nouveau scénariste, réalisateur ou producteur britannique
- Chris Tucker remet le BAFTA des meilleurs effets visuels
- George Clooney remet le BAFTA de la meilleure actrice dans un second rôle
- Jennifer Garner et Simon Pegg remettent le BAFTA du meilleur scénario adapté
- John C. Reilly et Sarah Silverman remettent le Rising Star Award
- Martin Freeman et Henry Cavill remettent le BAFTA du meilleur film documentaire
- Ian McKellen remet le BAFTA du meilleur réalisateur
- Jeremy Renner remet le BAFTA de la meilleure actrice
- Sarah Jessica Parker remet le BAFTA du meilleur acteur
- Kevin Spacey remet le Fellowship Award (rétrospective Alan Parker)
- Samuel L. Jackson remet le BAFTA du meilleur film

## Palmarès

### Meilleur film
- Argo
  - Lincoln
  - Les Misérables
  - L'Odyssée de Pi (Life of Pi)
  - Zero Dark Thirty

### Meilleur film britannique
- Skyfall
  - Anna Karénine (Anna Karenina)
  - Indian Palace (The Best Exotic Marigold Hotel)
  - Les Misérables
  - Sept psychopathes (Seven Psychopaths)

### Meilleur réalisateur
- Ben Affleck pour Argo
  - Kathryn Bigelow pour Zero Dark Thirty
  - Michael Haneke pour Amour
  - Ang Lee pour L'Odyssée de Pi (Life of Pi)
  - Quentin Tarantino pour Django Unchained

### Meilleur acteur
- Daniel Day-Lewis pour le rôle d'Abraham Lincoln dans Lincoln
  - Ben Affleck pour le rôle de Tony Mendez dans Argo
  - Bradley Cooper pour le rôle de Pat Solitano dans Happiness Therapy (Silver Linings Playbook)
  - Hugh Jackman pour le rôle de Jean Valjean dans Les Misérables
  - Joaquin Phoenix pour le rôle de Freddie Quell dans The Master

### Meilleure actrice
- Emmanuelle Riva pour le rôle d'Anne dans Amour
  - Jessica Chastain pour le rôle de Maya dans Zero Dark Thirty
  - Marion Cotillard pour le rôle de Stéphanie dans De rouille et d'os
  - Jennifer Lawrence pour le rôle de Tiffany dans Happiness Therapy (Silver Linings Playbook)
  - Helen Mirren pour le rôle d'Alma Reville dans Hitchcock

### Meilleur acteur dans un second rôle
- Christoph Waltz pour le rôle de Dr King Schültz dans Django Unchained
  - Alan Arkin pour le rôle de Lester Siegel dans Argo
  - Javier Bardem pour le rôle de Tiago Rodriguez dans Skyfall
  - Philip Seymour Hoffman pour le rôle de Lancaster Dodd dans The Master
  - Tommy Lee Jones pour le rôle de Thaddeus Stevens dans Lincoln

### Meilleure actrice dans un second rôle
- Anne Hathaway pour le rôle de Fantine dans Les Misérables
  - Amy Adams pour le rôle de Mary Sue Dodd dans The Master
  - Judi Dench pour le rôle de M dans Skyfall
  - Sally Field pour le rôle de Mary Todd Lincoln dans Lincoln
  - Helen Hunt pour le rôle de Cheryl Cohen Greene dans The Sessions

### Meilleur scénario original
- Django Unchained – Quentin Tarantino
  - Amour – Michael Haneke
  - The Master – Paul Thomas Anderson
  - Moonrise Kingdom – Wes Anderson et Roman Coppola
  - Zero Dark Thirty – Mark Boal

### Meilleur scénario adapté
- Happiness Therapy (Silver Linings Playbook) – David O. Russell
  - Argo – Chris Terrio
  - Les Bêtes du sud sauvage (Beasts of the Southern Wild) – Lucy Alibar et Benh Zeitlin
  - Lincoln – Tony Kushner
  - L'Odyssée de Pi (Life of Pi) – David Magee

### Meilleurs décors
- Les Misérables – Eve Stewart et Anna Lynch-Robinson
  - Anna Karénine (Anna Karenina) – Sarah Greenwood et Katie Spencer
  - Lincoln – Rick Carter et Jim Erickson
  - L'Odyssée de Pi (Life of Pi) – David Gropman et Anna Pinnock
  - Skyfall – Dennis Gassner et Anna Pinnock

### Meilleurs costumes
- Anna Karénine (Anna Karenina) – Jacqueline Durran
  - Blanche-Neige et le Chasseur (Snow White and the Huntsman) – Colleen Atwood
  - De grandes espérances (Great Expectations) – Beatrix Aruna Pasztor
  - Lincoln  – Joanna Johnston
  - Les Misérables – Paco Delgado

### Meilleurs maquillages et coiffures
- Les Misérables – Lisa Westcott
  - Anna Karénine (Anna Karenina) – Ivana Primorac
  - Hitchcock – Julie Hewett, Martin Samuel et Howard Berger
  - Le Hobbit : Un voyage inattendu (The Hobbit: An Unexpected Journey) – Peter Swords King, Richard Taylor et Rick Findlater
  - Lincoln – Lois Burwell et Kay Georgiou

### Meilleure photographie
- L'Odyssée de Pi (Life of Pi) – Claudio Miranda
  - Anna Karénine (Anna Karenina) – Seamus McGarvey
  - Lincoln – Janusz Kaminski
  - Les Misérables – Danny Cohen
  - Skyfall – Roger Deakins

### Meilleur montage
- Argo – William Goldenberg
  - Django Unchained – Fred Raskin
  - L'Odyssée de Pi (Life of Pi) – Tim Squyres
  - Skyfall – Stuart Baird
  - Zero Dark Thirty – Dylan Tichenor et William Goldenberg

### Meilleurs effets visuels
- L'Odyssée de Pi (Life of Pi) – Bill Westenhofer, Guillaume Rocheron et Erik-Jan De Boer
  - The Avengers
  - The Dark Knight Rises – Paul Franklin, Chris Corbould, Peter Bebb et Andrew Lockley
  - Le Hobbit : Un voyage inattendu (The Hobbit: An Unexpected Journey) – Joe Letteri, Eric Saindon, David Clayton et R. Christopher White
  - Prometheus – Paul Butterworth, Charley Henley, Richard Stammers et Trevor Wood

### Meilleur son
- Les Misérables – Simon Hayes, Andy Nelson, Mark Paterson, Jonathan Allen, Lee Walpole et John Warhurst
  - Django Unchained – Mark Ulano, Michael Minkler, Tony Lamberti et Wylie Stateman
  - Le Hobbit : Un voyage inattendu (The Hobbit: An Unexpected Journey) – Tony Johnson, Christopher Boyes, Michael Hedges, Michael Semanick, Brent Burge et Chris Ward
  - L'Odyssée de Pi (Life of Pi) – Drew Kunin, Eugene Gearty, Philip Stockton, Ron Bartlett et D. M. Hemphill
  - Skyfall – Stuart Wilson, Scott Millan, Greg P. Russell, Per Hallberg et Karen Baker Landers

### Meilleure musique de film
- Skyfall – Thomas Newman
  - Anna Karénine (Anna Karenina) – Dario Marianelli
  - Argo – Alexandre Desplat
  - L'Odyssée de Pi (Life of Pi) – Mychael Danna
  - Lincoln – John Williams

### Meilleur film en langue étrangère
- Amour •  Autriche et  France (en français)
  - La Chasse (Jagten) •  Danemark (en danois)
  - De rouille et d'os •  Belgique et  France (en français)
  - Headhunters •  Norvège (en norvégien)
  - Intouchables •  France (en français)

### Meilleur film d'animation
- Rebelle (Brave)
  - L'Étrange Pouvoir de Norman (Paranorman)
  - Frankenweenie

### Meilleur film documentaire
- Sugar Man (Searching For Sugar Man)
  - The Imposter
  - Marley
  - McCullin
  - West of Memphis

### Meilleur court-métrage
- Swimmer
  - The Curse
  - Good Night
  - Tumult
  - The Voorman Problem

### Meilleur court-métrage d'animation
- The Making of Lingbird
  - Here to Fall
  - I'm Fine Thanks

### Meilleur nouveau scénariste, réalisateur ou producteur britannique
- Bart Layton (réalisateur) – The Imposter
  - James Bobin (réalisateur) – Les Muppets, le retour (The Muppets)
  - Dexter Fletcher (réalisateur / scénariste) – Wild Bill
  - Tina Gharavi (réalisateur / scénariste) – I Am Nasrine
  - David Morris (réalisateur) – McCullin

### Meilleure contribution au cinéma britannique
- Tessa Ross

### Orange Rising Star Award
Meilleur espoir. Résulte d'un vote du public.
- Juno Temple
  - Elizabeth Olsen
  - Andrea Riseborough
  - Suraj Sharma
  - Alicia Vikander

### Fellowship Award
Prix d'honneur de la BAFTA, récompense la réussite dans les différentes formes du cinéma.
- Alan Parker

## Statistiques

### Nominations multiples
10 : Lincoln
9 : Les Misérables, L'Odyssée de Pi
8 : Skyfall
7 : Argo, Anna Karénine
5 : Django Unchained
4 : Zero Dark Thirty, The Master, Amour
3 : Le Hobbit : Un voyage inattendu, Happiness Therapy
2 : Hitchcock, The Dark Knight Rises, The Imposter

### Récompenses multiples
4 / 9 : Les Misérables
3 / 7 : Argo
2 / 9 : L'Odyssée de Pi
2 / 8 : Skyfall
2 / 5 : Django Unchained
2 / 4 : Amour

### Les grands perdants
1 / 10 : Lincoln
1 / 7 : Anna Karénine
0 / 4 : Zero Dark Thirty, The Master